# Jurenák Sándor
Sultzi Jurenák Sándor (Bazin, 1820. október 24. – Törökszentmiklós, 1901. október 19.) földbirtokos, a Ferenc József-rend lovagja, Békés vármegye megyebizottsági tagja, királyi tanácsos, Jász-Nagykun-Szolnok vármegye Gazdasági Egyletének hosszú éveken át volt elnöke. Gazdasági versenyek sokszoros kitüntetettje.

## Családja
Jurenák Sándor 1820-ban született a pozsony vármegyei Bazinban. Apja Jurenák János (1794–1850) földbirtokos, nagyapja Jurenák János városi bíró és modori polgármester. Az 1825-ös országgyűlésen Modor szabad királyi város képviselője. Anyja a bazini Sandtner Zsuzsanna (1795–1865).

## Munkássága
Jász-Nagykun-Szolnok Vármegyei Gazdasági Egylete hivatalosan 1857-ben alakult meg Szapáry Gyula vezetésével. Alapító tagjai között már ott volt Jurenák Sándor. Az egylet első rendezvénye az 1857. október 4-én Törökszentmiklóson, az Almásy-kastély udvarában tartott gazdasági kiállítás és lóverseny volt, ahol ezüstérmet nyert lovaival Jurenák Sándor. Gazdaságában ekkor már lovakat, juhokat és szarvasmarhákat tenyésztett nagy számban. Az egyleti kiállításokon sikert sikerre halmozott és vált ismertté az Alföldön.
Az 1860-as években jelentek meg újságcikkei, amelyekben tanácsokkal látta el először az alföldi, később már az erdélyi gazdákat is.
Az 1868. szeptember 6-i tisztújítás nyomán az egylet új elnöke Almásy Pál tiszabői birtokos lett, alelnöknek Horthy István mellett Jurenák Sándort választották meg, akit a Lótenyésztési szakbizottság elnökévé is megtettek. 
Miután Almásy 1872-ben végleg lemondott, hivatalát ideiglenesen Horthy István kenderesi birtokos vette át, akit az 1874-es újítások után Jurenák váltott az elnöki székben. Ekkor a választmány tagjai között már feltűnt az elnök fia, ifj. Jurenák Sándor. 
1885. június 8-án az országgyűlés 12. ülésének 43. javaslata alapján a királyi tanácsosi címet adományozták neki, amit 1899-ben a Ferenc József-rend kitüntetés követett, amelyet a javaslat szerint a mezőgazdaság fejlesztése terén szerzett érdemekért nyert el.

## Könyve
- Az újságcikkekből 1879-re már egy könyv lett, amit Budapesten a Rudnyánszky A. Könyvnyomda adott ki, Mikép boldogulhatunk a mezei gazdálkodás terén? címmel.

A könyvben a földművelésről és a magyar vidék helyzetéről ír.
Sorait így zárja:

„Engedjék meg tisztelt hazámfiai és pályatársaim, ha figyelműket hosszabb időre igénybe vettem. 
 De kötelességemnek tartottam, a fentebbieket ez alkalommal elmondani és tisztelt gazdatársaimat felkérni, 
 törjünk vállvetve és kezet szorítva egy czél felé: 
 Hazánk felvirágoztatására, minden politikai nézetkülönbség kizárásával.”

## Magánélete
Jurenák 41 évet élt házasságban hegyeshalmi Fischer Rózsával, akinek családja Moson vármegyéből származik, felmenője 1680-ban kapott nemesi címet I. Lipót magyar királytól. Feleségétől 4 gyereke született. Sándor, Lajos, Vilma és Erzsébet. Birtokait ifj. Jurenák Sándor vezette tovább.

## Birtoka
Az 1870-es években már ő volt Szentetornya legnagyobb birtokosa is. Földjeit báró Eötvös József özvegyével birtokolta 

1886-ra békés vármegyei birtokai már hatalmasra nőttek, ezt jól mutatja az, hogy ebben az évben a megye 15. legnagyobb adózója volt. Előtte Beliczey István Békés vármegye főispánja, mögötte Trefort Ágoston vallás- és közoktatásügyi miniszter állt.

### Birtoktüzek
- 1891-ben 23 öl, szalmája égett le.[9]
- 1899-ben gyerekek  meggyújtották az összehordott kukoricát, aminek egy áldozata is volt.[10]

### Az 1906-os sztrájk
Az 1906-os aratósztrájk nem sújtotta nehezen a birtokot. Itt a munkások rövid egyezkedés után ismét munkába álltak a 2000 holdas földön.

### Megítélése a kommunizmusban
A kommunizmusban a helyi újságok negatív véleménnyel írtak, az akkorra már megszűnt Jurenák birtokról. Szolnok Megyei Néplap 1958-ban cikket jelentetett meg, A felszabadult erő megváltoztatja falvaink képét címmel, amiben a következőt írta:

„
 A törökszentmiklósi járás községéit sem kímélte a Horthy reakció a felszabadulás előtt. 
 Valamennyi ki volt szolgáltatva a földesúri elnyomásnak. 
 Tiszatenyő dolgozói Jurenák Sándor, Kengyel dolgozói Bagi–Léderer, Tiszapüspöki dolgozói a kaptalan birtokain izzadtak, 
 hogy keserves, gondterhelt, életük árán biztosítsák elnyomóiknak a fényűző életet.”

## Halála
Jurenák Sándor 1901. oktober 19-én hunyt el hajnali 4 órakor, rövid szenvedés után. Temetése másnap a törökszentmiklósi evangélikus temetőben volt.